# Пуч-и-Кадафалк, Жозеп
Жозеп Пуч-и-Кадафалк (кат. Josep Puig i Cadafalch; 17 октября 1867 года, Матаро — 23 декабря 1956 года, Барселона) — каталонский архитектор, историк искусств и политик. Один из крупнейших представителей искусства модерн в архитектуре Испании, затем перешёл на позиции каталонского новесентизма.

## Жизнь и творчество
Жозеп Пуч-и-Кадафалк изучал в Барселоне архитектуру, а также математику, физику и некоторые другие естественные науки. После окончания университета он возвращается в Матаро, где занимает пост городского архитектора. В Матаро Ж. Пуч проработал 5 лет, к этому времени относятся его первые, построенные в Матаро, здания. Переехав в Барселону, молодой архитектор преподаёт в Архитектурной школе гидравлику и теорию твёрдости. Занимаясь также политикой, Жозеп Пуч в 1917 году избирается председателем каталонского парламента. На этом посту он поддерживает планы по развитию народного образования и культуры, инициирует проведение археологических раскопок в Эмпуриесе, прокладывает новые дороги и поддерживает сельское хозяйство. После путча Мигеля Примо де Риверы в 1923 году Пуч был смещён с должности председателя парламента.
Жозеп Пуч был учеником архитектора Луиса Доменека-и-Монтанера и являлся одним из последних представителей стиля модерн и первых — новесентизма. Его творчество можно разделить на 3 периода:
- Период «модерна». Жозеп Пуч использует как образец сельские постройки каталонской аристократии (Casa), к которым он добавляет элементы архитектуры северных народов. Это такие возведённые им здания, как Casa Amatller, Casa Martí, Casa de les Punxes (Casa Terradas). Все они были созданы между 1895 и 1905 годами.
- Затем следует период «рационального идеализма», направления в архитектуре, ориентированного на вкусы крупной новой буржуазии. Здания были спланированы согласно рациональным и практичным критериям. К этому периоду относятся его Casa Trinxet, Casa Muntades и Casa Company.
- Третий творческий период в работе Пуча получил наименование «монументализма». Он развивался параллельно подготовке и проведению в Барселоне Всемирной выставки 1929 года, для которой Пуч-и-Кадафалк был назначен главным архитектором. Здания были созданы в подражание проектам древнеримской архитектуры, с добавлением элементов национальных архитектур регионов Валенсия и Андалузия. В результате возник стиль, напоминсющий «нео-барокко» (Королевский дворец в Барселоне, 1929 год).

Жозеп Пуч интересовался также развитием архитектуры в США, в частности работами Луиса Генри Салливана, по образу одного из зданий которого Ж. Пуч спроектировал свою Casa Pich. Помимо архитектуры, он пишет ряд книг и статей по истории романской и готической архитектуры в Каталонии. Во время гражданской войны в Испании Пуч эмигрирует из страны и живёт в Париже, затем преподаёт в ряде университетов архитектуру и её историю, в том числе и в Сорбонне. После возвращения на родину Пучу было отказано в разрешении заниматься архитектурным проектированием. В 1942 он избирается президентом барселонского Института изучения Каталонии (Institut d’Estudis Catalans), и занимает этот пост до самой своей смерти.
Членкор Американской академии медиевистики (1927).

## Галерея

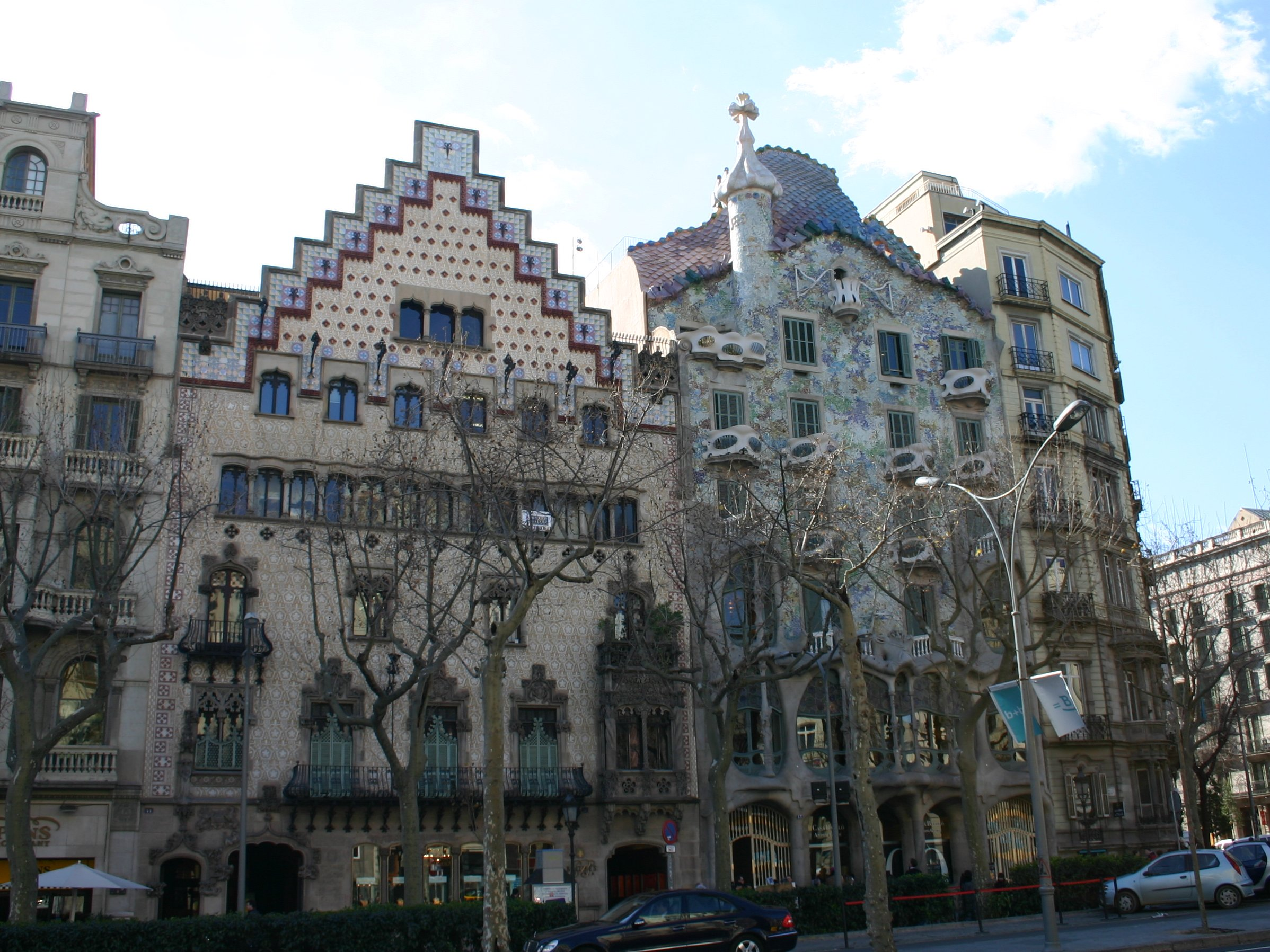
Casa Ametller y Batllo
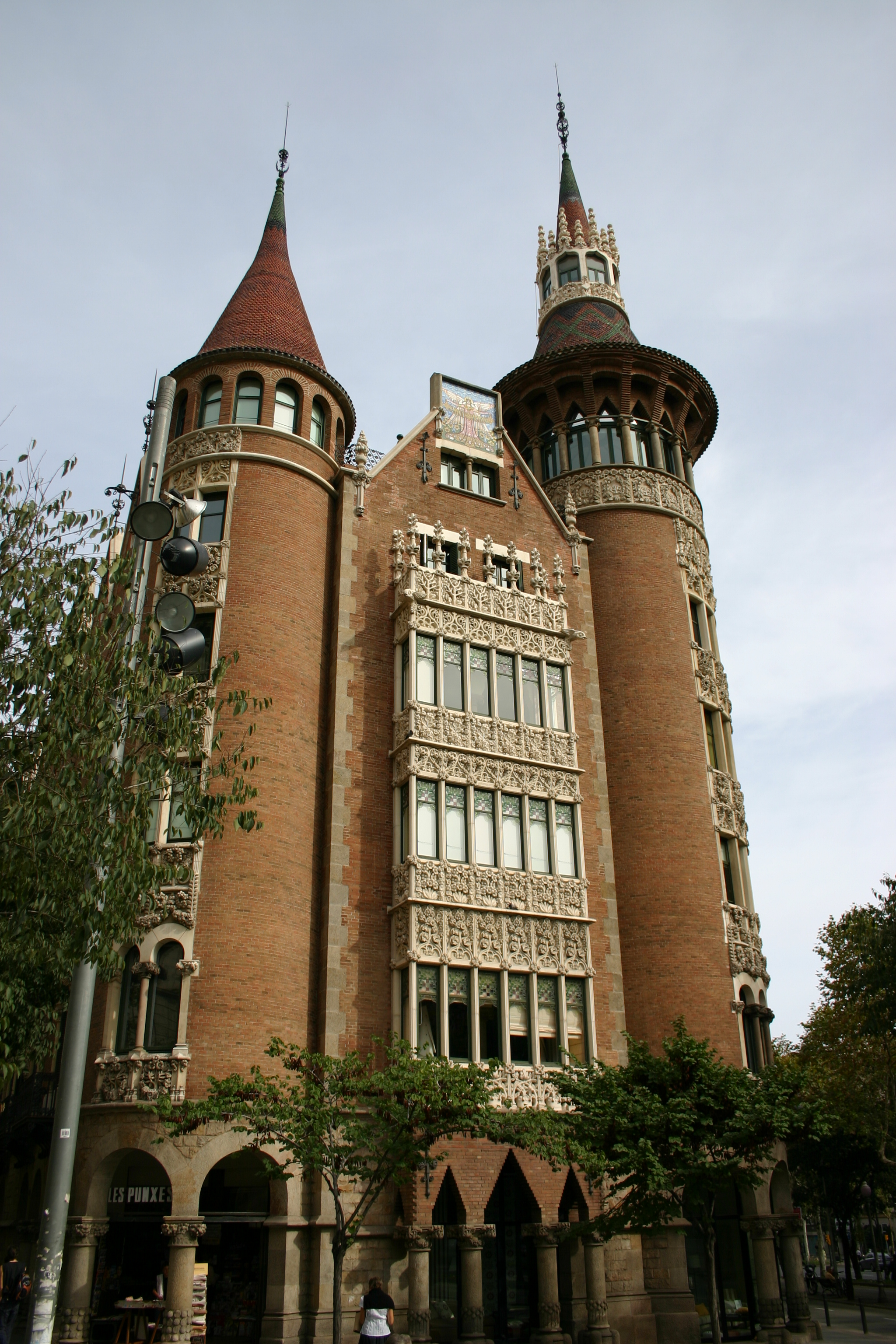
Casa de les Punxes
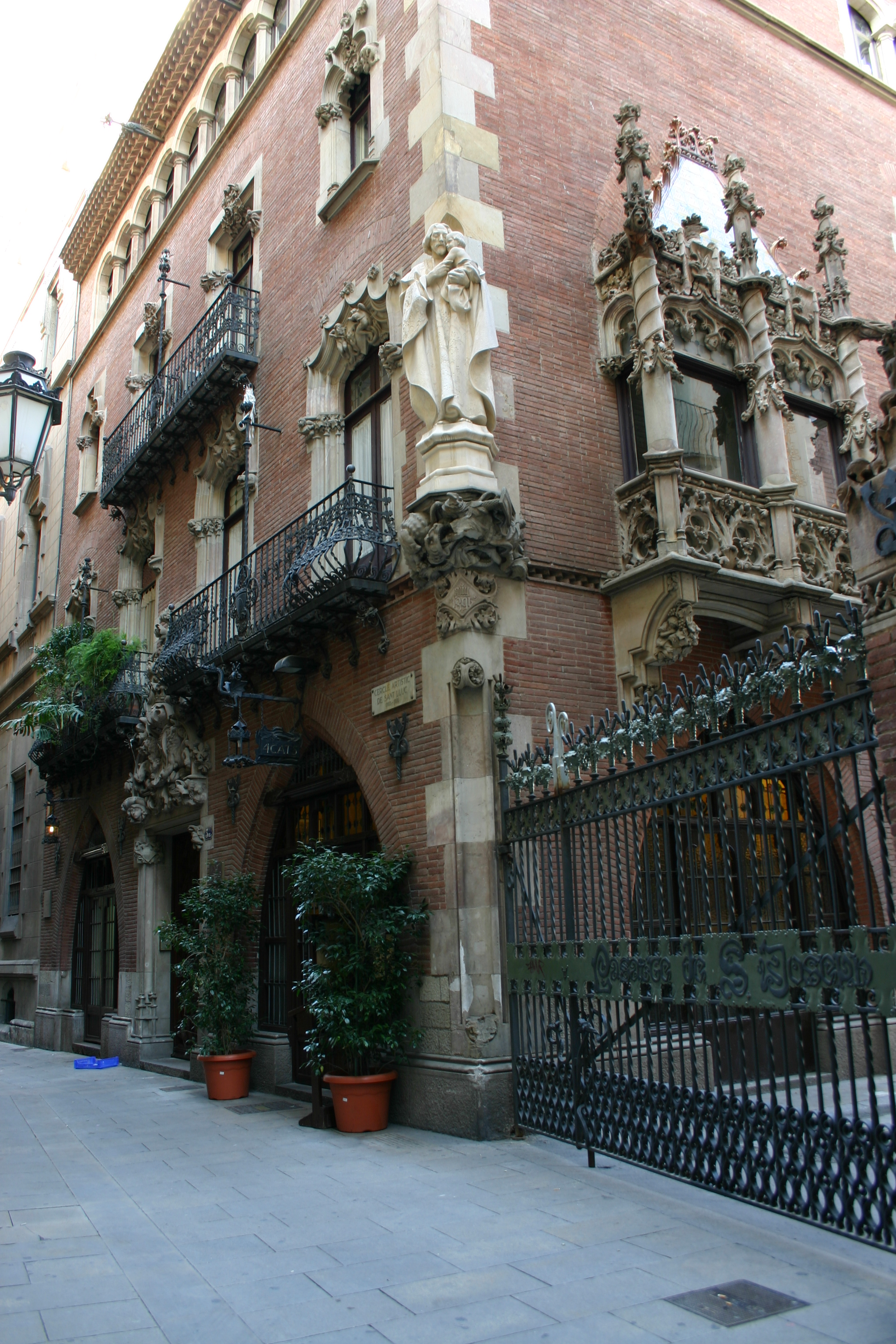
Casa Martí
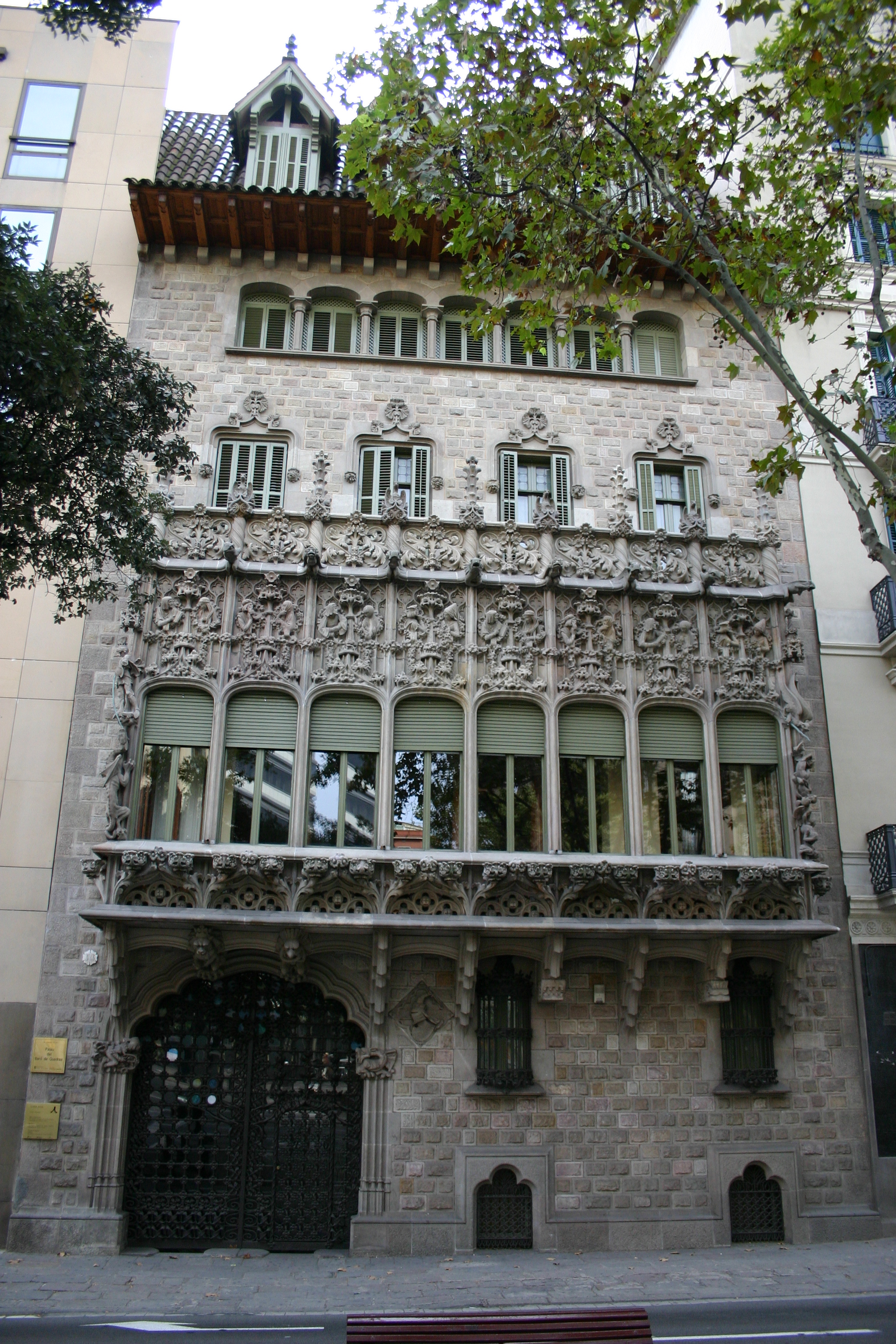
Palau del Baro, Barcelona.